# Фани Коларова
Фани Киранова Коларова е българска и френска актриса и режисьорка. 

## Биография
Родена е в София, България на 29 май 1975 г. Наименувана е на баба ѝ по бащина линия, която баща ѝ актьорът, режисьор и сценарист Киран Коларов боготвори. Майка ѝ е проф. Елена Баева.
Завършва специалност „Кинорежисура“ при проф. Людмил Стайков в НАТФИЗ. По-късно следва във Франция.
Баща ѝ я снима още в детските ѝ години в лентата за Яворов „Дело № 205/1913“. Фани играе и в неговите филми „Испанска муха“ и „Бунтът на L.“
Първият ѝ режисьорски късометражен филм „Гардеробиерката“ получава специалната награда във Варна на фестивала „Любовта е лудост“. Игралният „Малкият любовник“ печели „Сребърният Витяз“ в Киев. Нейният филм „Баща ми“, заснет по идея на баща ѝ Киран Коларов, разказва епизоди от детството му и печели на фестивали във Франция и Русия.
В Париж Коларова учи 2 години специалност „Кино“ в Сорбоната, а след това завършва училището за актьори на Флоран, където са учили най-големите киноартисти на Франция.

## Филмография
| Година      | Филм                    | Роля                      |                   |
| ----------- | ----------------------- | ------------------------- | ----------------- |
| 1991        | Искам Америка           | момичето Мария            |                   |
| 1998        | Испанска муха           | Бони, приятелката на Киро |                   |
| 2003        | La petite Lili          |                           |                   |
| 2003        | L'hôtel                 | Натали                    | късометражен филм |
| 2004        | Boulevard du Palais     | Ирина / Зелда             | сериал            |
| 2004        | La revanche             | Наташа                    |                   |
| 2005        | Sauveur Giordano        | Chloé                     | сериал            |
| 2006        | Бунтът на L.            | Лариса                    |                   |
| 2007        | The Border              |                           | късометражен филм |
| 2007        | Truands                 |                           |                   |
| 2007        | Un flic                 | Катя                      | сериал            |
| 2008        | Le monde est petit      | София                     |                   |
| 2008        | Taken                   | Проститутка               |                   |
| 2008        | Sur ta joue ennemie     | Мика                      |                   |
| 2009        | Sleepwalker             | Ана Мария                 | късометражен филм |
| 2009        | 8 fois debout           | Олга                      |                   |
| 2009        | Un singe sur le dos     | Хелена                    | сериал            |
| 2010        | La passagère            |                           | късометражен филм |
| 2010        | Ако някой те обича      | ученичката Нора           |                   |
| 2010        | L'immortel              | Christelle Mattei         |                   |
| 2011        | I Love Périgord         | Магда                     |                   |
| 2018        | Мълчанието на сестра ми | Виена                     |                   |
| 2023 – 2024 | Вина                    | Теофана                   | сериал            |